# Eurycea naufragia
Espèce
Statut de conservation UICN

 EN B1ab(iii,v)+2ab(iii,v) : En danger
Eurycea naufragia est une espèce d'urodèles de la famille des Plethodontidae.

## Répartition
Cette espèce est endémique du centre du Texas aux États-Unis. Elle se rencontre dans le bassin de la San Gabriel River dans le comté de Williamson.

## Étymologie
Le nom spécifique naufragia vient du latin naufragium, rescapé, en référence aux sources dans lesquelles vit cette espèce, plusieurs d'entre elles ayant été détruites ou menacées par l'homme.

## Publication originale
- Chippindale, Price, Wiens & Hillis, 2000 : Phylogenetic relationships and systematic revision of central Texas hemidactyliine plethodontid salamanders. Herpetological Monographs, vol. 14, p. 1-81 (texte intégral).